# Batrachedra phaneropa
Batrachedra phaneropa is een vlinder uit de familie smalvleugelmotten (Batrachedridae). De wetenschappelijke naam is voor het eerst geldig gepubliceerd in 1914 door Meyrick.
De soort komt voor in tropisch Afrika.